# Vidmantas Žiemelis
Vidmantas Žiemelis (ur. 4 grudnia 1950 w Gališkės w rejonie malackim) – litewski polityk, prawnik, poseł na Sejm, w latach 1996–1998 minister spraw wewnętrznych.

## Życiorys
W 1977 ukończył studia na Wydziale Prawa Uniwersytetu Wileńskiego. Pracował początkowo jako doradca prawny. W latach 1981–1990 był zatrudniony w wileńskiej prokuraturze.
Należał do KPZR, którą opuścił w 1989, przystępując do tworzenia struktur niepodległościowego Sąjūdisu w prokuraturze. Sprawował mandat poselski w Radzie Najwyższej Litewskiej SRR kadencji 1990–1992, będąc jednym z sygnatariuszy aktu niepodległości z 11 marca 1990. W parlamencie zasiadał też przez dwie kolejne kadencje, wybierany kolejno z listy Sąjūdisu (1992) i Związku Ojczyzny (1996).
W rządzie Gediminasa Vagnoriusa w latach 1996–1998 sprawował urząd ministra spraw wewnętrznych. W 1999 opuścił konserwatystów, współtworząc nowe ugrupowanie pod nazwą Ojczyźniana Partia Ludowa (TLP). W 2000 bez powodzenia ubiegał się o reelekcję w wyborach parlamentarnych. Po porażce zajął się praktyką adwokacką w ramach spółki partnerskiej.
W 2001 po połączeniu się TLP z innymi małymi partiami stanął na czele Litewskiego Związku Prawicy, który następnie w 2003 przyłączył się do Związku Ojczyzny. Vidmantas Žiemelis tym samym powrócił do swojej poprzedniej partii, wchodząc w skład jej władz krajowych. W 2004 z ramienia konserwatystów ponownie uzyskał mandat posła na Sejm. Od 2006 pozostawał posłem niezrzeszonym, jednak w połowie 2008 wstąpił z powrotem do klubu parlamentarnego Związku Ojczyzny. W wyborach parlamentarnych w tym samym roku został wpisany na 141. (ostatnie) miejsce listy wyborczej TS-LKD. W głosowaniu uzyskał w jej ramach 34. wynik, co pozwoliło po raz kolejny wejść do Sejmu (w okręgu jednomandatowym przegrał kilkudziesięcioma głosami z przedstawicielem TPP). W trakcie kadencji ponownie opuścił Związek Ojczyzny, przeszedł do nowo powołanej Partii Chrześcijańskiej, z jej ramienia w 2012 nie uzyskał reelekcji. W 2013 z tym ugrupowaniem dołączył do Partii Pracy.